# アヨー
アヨーは、沖縄県の在来豚である。唐豚（からぶた）とも呼ぶ。

## 概要
1843年の難破船救助の礼としてイギリスから琉球王国に贈られた黒白斑のブタが起源とされる。
体に黒斑と白斑があるのが特徴である。アグーに似ているが、背のへこみはアグーほどではない。また、早期の性成熟や産子数、生育率が優れており、皮下脂肪が厚い点もアグーと区別される。
ミトコンドリアDNAを調べて作成した近隣結合法による系統樹によるとアジアイノシシと同じクラスターに属しており、更にニホンイノシシを含むサブクラスターに属していた。